# Jess Weixler
Jessica Weixler, detta Jess (Louisville, 8 giugno 1981), è un'attrice statunitense conosciuta soprattutto per la sua interpretazione nel film Denti e nella commedia The Big Bad Swim. È altresì nota per aver interpretato il ruolo dell'investigatrice privata Robyn Burdine nella serie The Good Wife.

## Biografia
Si è laureata presso la Altherton High School di Louisville nel Kentucky. Nel 2007 ha ricevuto una nomination per il Breakthrough Award ai Gotham Awards e ha ricevuto un premio nella categoria drammatica per la sua interpretazione nel film Denti al Sundance Film Festival. È apparsa inoltre nella serie tv Law & Order: Criminal Intent.

## Filmografia parziale

### Cinema
- Innamorarsi a Manhattan (Little Manhattan), regia di Mark Levin (2005)
- Denti (Teeth), regia di Mitchell Lichtenstein (2007)
- Una donna - A Woman (A Woman), regia di Giada Colagrande (2010)
- The Lie, regia di Joshua Leonard (2011)
- Somebody Up There Likes Me, regia di Bob Byington (2012)
- The Face of Love, regia di Arie Posin (2013)
- La scomparsa di Eleanor Rigby (The Disappearance of Eleanor Rigby), regia di Ned Benson (2013)
- Listen Up Philip, regia di Alex Ross Perry (2014)
- Apartment Troubles, regia di Jess Weixler e Jennifer Prediger (2014)
- Lamb, regia di Ross Partridge (2015)
- Soldi (Money), regia di Martin Rosete (2016)
- Who We Are Now, regia di Matthew Newton (2017)
- The Death of Dick Long, regia di Daniel Scheinert (2019)
- It - Capitolo due (It: Chapter Two), regia di Andrés Muschietti (2019)
- Fully Realized Humans, regia di Joshua Leonard (2020)
- Ava, regia di Tate Taylor (2020)

### Televisione
- Sentieri (Guiding Light) – serial TV, 1 puntata (2003)
- Everwood – serie TV, episodio 2x20 (2004)
- Law & Order: Criminal Intent – serie TV, episodi 5x07-8x08 (2005, 2009)
- Law & Order - I due volti della giustizia (Law & Order) – serie TV, episodio 20x15 (2010)
- Medium – serie TV, episodio 6x11 (2020)
- The Good Wife – serie TV, 19 episodi (2013-2014)
- Sister Cities, regia di Sean Hanis – film TV (2016)
- The Son - Il figlio (The Son) – serie TV, 20 episodi (2017-2019)
- Deception – serie TV, episodio 1x03 (2018)
- Monster – serie TV, episodi 2x04-2x07-2x08 (2024)

## Doppiatrici italiane
Nelle versioni in italiano delle opere in cui ha recitato, Jess Weixler è stata doppiata da:
- Valentina Favazza in Denti, The Good Wife
- Rachele Paolelli ne La scomparsa di Eleanor Rigby
- Gemma Donati in It - Capitolo due
- Valentina Mari in The Son - Il figlio
- Sara Ferranti in Monster